# Czarni Radom
Cerrad Czarni Radom ist ein polnischer Volleyballverein aus Radom, der in der PlusLiga spielt.

## Geschichte

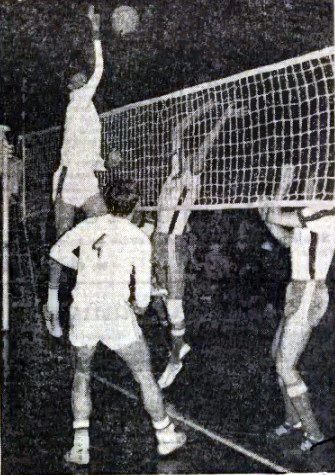
Spiel von Czarni Radom in der Saison 1982/83

Der Verein wurde 1921 als KS Czarni Radom von Sportlern des Radomiak Radom gegründet. Zwei Jahre später wurde der Verein dem Militär unterstellt und erhielt den Namen WKS Czarni Radom. Nachdem anfangs nur Fußball im Verein gespielt wurde, kamen in den Folgejahren immer weitere Sportarten hinzu. 1957 meldete der Verein eine Herren-Volleyball-Mannschaft für die Meisterschaft an. Das an der Militärfliegerschule beheimatete Team spielte jedoch nur eine Saison in der Kielce Klasse A, wo sie Zweiter wurden. Danach wurde die Mannschaft wieder vom Spielbetrieb abgemeldet, bis der Verein 1965 erneut eine Mannschaft meldete.
1979 stieg die Mannschaft unter Trainer Jan Skorżyński in die zweite polnische Liga auf. Fünf Jahre später erfolgte der Aufstieg in die Ekstraklasa, Polens höchster Volleyballliga. 1994 wurde man erstmals Dritter der Meisterschaft und wiederholte diesen Erfolg 1995. Bereits 1987 war man Zweiter im Polnischen Pokal geworden. 1997 gründete man reinen Volleyballverein und änderte den Vereinsnamen in Warka Strong Club WKS Czarni Radom Nach vier Jahren bekam die Mannschaft den Namen Nordea WKS Czarni Radom. Im April 2002 wurde der Mannschaft die Lizenz entzogen, nachdem Verpflichtungen des Sponsors Nordea nicht eingehalten wurden. Nur ein Jahr später am 6. Oktober 2003 wurde der Verein offiziell aufgelöst.

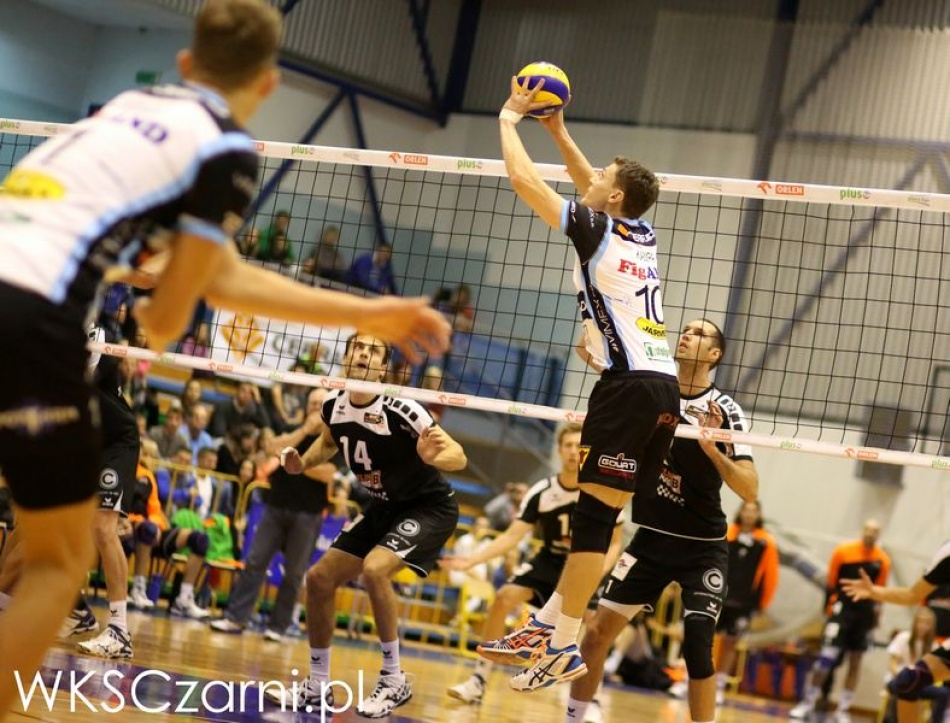
Spiel gegen die Berlin Recycling Volleys 2014

2007 gründete man den Verein als RCS Radom neu und startete den Erfolgsweg erneut. Nach der Saison 2011/12 erreichte man unter Trainer Wojciech Stępień den Aufstieg in die zweite Liga. 2013 gelang der Aufstieg in die PlusLiga. Damit verbunden erfolgte die Namensänderung in Cerrad Czarni Radom.

## Erfolge
Polnische Meisterschaft
- 3. Platz (2×): 1994, 1995

Polnischer Pokal
- 1. Platz (1×): 1999
- 2. Platz (1×): 1987
- 3. Platz (3×): 1991, 1994, 1998

## Personal

### Ehemalige Spieler
- Łukasz Żygadło
- Paweł Zagumny
- Dirk Westphal
- Lukas Kampa
- David Smith

### Trainer
- 1958–1959:  Franciszek Ziółkowski
- 1961–1962:  Jan Rybicki
- 1966–1969:  Maciej Janowicz
- 1969–1973:  Zygmunt Kądziela
- 1973–1979:  Jan Skorżyński
- 1979–1981:  Roman Murdza
- 1980–1987:  Paweł Blomberg
- 1987–1993:  Jacek Skrok
- 1993–1994:  Walerij Jarużnyj
- 1994–1997:  Jacek Skrok
- 1997–2000:  Edward Skorek
- 2000–2002:  Wojciech Drzyzga
- 2002–2002:  Andrzej Skorupa
- 2002–2003:  Paweł Blomberg
- 2007–2008:  Arkadiusz Sawiczyński
- 2008–2010:  Jacek Skrok
- 2010–2013:  Wojciech Stępień
- 2013–2015:  Robert Prygiel
- 2015–2016:  Raúl Lozano
- seit 2016:  Robert Prygiel